# Albina Mali-Hočevar
Albina Mali-Hočevar (Vinitsa, Črnomelj, 12 de septiembre de 1925-24 de enero de 2000) fue una activista política comunista eslovena, que intervino como guerrillera antifascista (partisana) en el Frente Yugoslavo, de la Segunda Guerra Mundial y, después de la guerra, ejerció diferentes cargos de partido en la Liga de los Comunistas de Yugoslavia.

## Biografía
Nació el 12 de septiembre de 1925 en la localidad eslovena de Vinitsa, cerca de Črnomelj, en la cuna de una familia obrera con ocho hijos. Su padre era zapatero y su madre obrera. Inició sus estudios de primaria en la ciudad de Črnomelj y cuando cursaba el tercer curso, su padre cayó enfermo y se trasladaron a Jurka Vas, donde acabó muriendo en 1934. Desde entonces, empezó a trabajar para a mantener a la numerosa familia. Al principio lo hizo en la localidad de Vrh pri Šmihel y, dos años después, se trasladó a Brezova Reber pri Dvoru, desde donde acudió a la escuela de Dolnji Ajdovec. Vivió allí con su familia y se graduó de la escuela secundaria cuando en 1941 estalló la Segunda Guerra Mundial en Yugoslavia. Como reacción, en el verano de 1941 se unió al Movimiento de Liberación Popular y Herman Heningman, partisano de Dolenjske Toplice, le encargó tareas a realizar. Mantuvo el contacto entre Novo Mesto y Brezova Reber, donde estaba la posición del activista y el campamento partisano. En diciembre de 1941 dejó Brezova Reber y, según las instrucciones de Heningman, logró trabajo en Novo Mesto. En el hotel donde trabajaba, organizó un punto de contacto y durante la estancia de tres meses en esta ciudad distribuyó volantes y octavillas y se mantuvo en contacto con los mensajeros que llegaban. Tres meses después, se trasladó con su madre a Češča Vas. A partir de entonces, mantuvo el contacto entre Novo Mesto, Češča Vas, Brezova Reber y Prečna. En junio de 1942, una compañía de guardias del destacamento partisano de la Baja Carniola Occidental fue liberada y después trasladada de Vrezovo Rebro a Jošt. En ese momento, la ofensiva italiana sobre el territorio liberado por los partisanos continuó, de modo que el destacamento antifascista se dividió en varios grupos más pequeños. Tras el fin de la ofensiva, los grupos terminaron cerca de Podstenice y se reunieron en un destacamento único. En Podstenice, en agosto de 1942, Albina fue admitida en la Liga de la Juventud Comunista de Yugoslavia (LJCI). En diciembre de 1942, en la Baixa Carniola, se convirtió en soldado de la 3.ª compañía del 3.º batallón de la 1.ª brigada de asalto proletaria eslovena de liberación nacional «Tone Tomšič». Fue enfermera en una brigada, a continuación en una compañía durante un tiempo, y después en un batallón, donde también fue la secretaria del batallón de la LJCI. Este resignamiento como enfermera no le gustó nada, hasta el punto de que acabó llorando de la frustración que le causó.
Participó en las batallas del 11 de diciembre de 1942 en Ajdovec Polica; el 26 de diciembre de 1942 cerca de Mirna y dos días después cerca de Trbinc; el 3 de enero de 1943 en la región de Zagorica pri Čatežu, el 13 de enero en Šentvid pri Stični y el 17 de enero en Polica. En septiembre de 1942 fue herida por primera vez en Suvoj, después el 21 de enero de 1943 en una batalla cerca de Zagorica pri Čatežu, donde la brigada atacó un reducto de la Guardia Blanca y, el 4 de marzo de 1943, participó en la batalla cerca de Metlika, donde cuidó de los heridos. También se hizo cargo de los heridos durante las batallas cerca de Ambrus del 18 de marzo y en las batallas sucedidas cerca de Dana el 25 de marzo de 1943. El 15 de septiembre de 1943 fue herida una tercera vez en Veliki Osolnik, durante las batallas por Turjak, cuando una mina explotó a su lado. Posteriormente fue tratada en un hospital partisano Jelendol situado en la meseta de Kočevski Rog, después en Črmošnjice, y de allí fue evacuada al municipio croata de Žumberak. En 1944 se convirtió en miembro del Partido Comunista de Yugoslavia.
A finales de 1944 dejó Žumberak para ir hacia el territorio de la Carniola Blanca, donde participó en las batallas bajo la dirección del destacamento partisano del territorio. Después, ingresó en la escuela del partido de Kočevski Rog, donde estuvo de mayo a julio de 1944. Cuando terminó el curso, fue destinada como enfermera en el transporte de heridos en las ciudades italianas de Bari, Gravina, después en Barletta y en noviembre de 1944 en la capital croata de Split. Formó parte del 8.º Cuerpo de Tropas de Choque Dálmates de los partisanos yugoslavos como enfermera y el 14 de enero de 1945 fue trasladada a un orfanato de Novigrad. Al final de la guerra, se trasladó a Zadar y después a Trieste. Ya en los primeros años de posguerra vivió primero en Novo Mesto, después en Pag, en Poreč, en Kobarid, en Ilirska Bistrica y en diciembre de 1955 se estableció en Maribor. En Liubliana se convirtió en secretaria del comité de Poljana y miembro de los comités de Krsko y Maribor de la Liga de los Comunistas de Eslovenia.
Falleció el 24 de enero de 2001, a la edad de 75 años. 

## Reconocimientos
Entre otras condecoraciones yugoslavas, en 1946 fue premiada con la Medalla conmemorativa de los partisanos de 1941 y, el 13 de septiembre de 1953, con la concesión de la Orden de Héroe del Pueblo.